# Iglesia de Nuestra Señora de la Asunción (Villahermosa)
La iglesia parroquial de Ntra. Sra. de la Asunción es un templo situado en el municipio español de Villahermosa, en la provincia de Ciudad Real.

## Descripción

### Torre del campanario

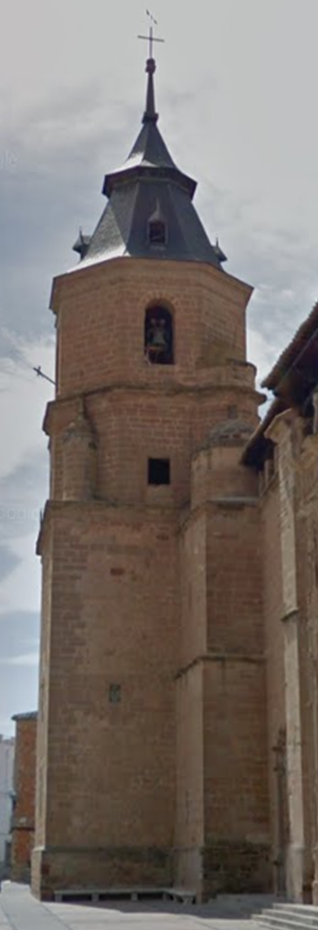
Campanario de la Iglesia

La torre del campanario tiene 45 metros. Se compone de un cuerpo bajo cuadrado de sillares en los paños y piedras labradas en sus esquinas. Los cuerpos superiores son octogonales y alojan el campanario, con sus cuatro campanas. Un chapitel de pizarra culmina la torre.

### Nave
El templo se compone de una sola gran nave con planta de salón de 45 metros de largo y 12 de ancho. Tiene cuatro tramos de bóvedas de crucería. En el ábside hay una hornacina que durante los meses de mayo a septiembre alberga la imagen de Patrona de Villahermosa, Ntra. Sra. de la Carrasca, y durante el resto del año, la imagen de Nuestra Señora de la Asunción.

## Puerta del Perdón

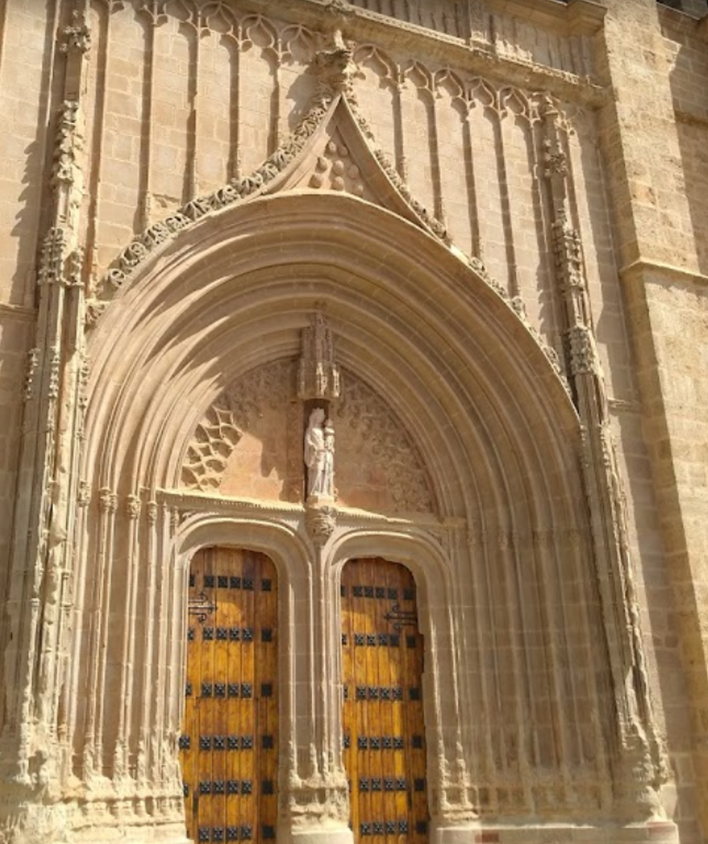
Puerta del Perdón

Es un importante arco abocinado único en la comarca, decorado con relieves vegetales y con varias arquivoltas. No está muy apuntado y se corona con un gablete. Se ve custodiado por un pareja de pináculos con delicados baquetones. Originalmente el arco tenía pinturas, que no se conservan en la actualidad. A día de hoy no se utiliza como puerta principal, y sus puertas no suelen abrirse en ninguna ocasión.